# Onthophagus fossifrons
Onthophagus fossifrons là một loài bọ cánh cứng trong họ Bọ hung (Scarabaeidae).